# Helene Steinhäusl
Helene Steinhäusl (* 4. April 1960) ist eine österreichische Diplomatin. Von 2021 bis April 2025 leitete sie das Österreichische Generalkonsulat New York. Von 2016 bis 2020 war sie Botschafterin Österreichs in Jakarta.

## Werdegang
An der Universität Salzburg erhielt Steinhäusl 1983 einen Master of Philosophy in Französisch und Italienisch. Ein postgraduales Studium absolvierte sie an der Universität Reims (1982), dem Institut d’études politiques de Paris (1983–1984), der Diplomatischen Akademie Wien (1985–1987) und der École Nationale d’Administration in Paris (September 1986).
Steinhäusl arbeitete von 1983 bis 1984 als Deutschlehrerin in Frankreich und von 1984 bis 1985 in Österreich für Französisch und Italienisch.
Dann wechselte Steinhäusl zum Bundesministerium für Europa, Integration, Äußeres und wurde von August 1987 bis Juli 1988 in Wien Beraterin bei der Abteilung für Verkehrsangelegenheiten. Bis Januar 1989 war sie dann Attachée an der Österreichischen Botschaft in Dakar (Senegal). Bis August 1989 war Steinhäusl wieder in Wien Beraterin in der Abteilung für Rechts- und Konsularangelegenheiten, bevor sie dann bis August 1999 als Beraterin der Ständigen Vertretung Österreichs bei der Europäischen Union nach Brüssel wechselte. Von September 1999 bis Juli 2003 war Steinhäusl in Wien Chefin der Abteilung zur Koordination von EU-Angelegenheiten. Dem folgte bis August 2007 das Amt der Direktorin für EU-Koordination und Vorbereitung der österreichischen EU-Ratspräsidentschaft 2006.
Ab September 2007 hatte Steinhäusl ihren ersten Botschafterposten bei der Vertretung Österreichs bei der UNESCO in Paris inne. Ab August 2011 war sie Ministerin bei der Abteilung für Beziehungen mit der UNESCO. Dem folgte von September 2012 bis September 2016 in Wien das Amt der Direktorin zur Koordinierung der Entwicklungskooperation. Seit September 2016 war Steinhäusl als Nachfolgerin von Andreas Karabaczek österreichische Botschafterin in Indonesien, Osttimor und bei den ASEAN. Der Sitz der Botschaft ist im indonesischen Jakarta. Dieses Amt hatte sie bis 2020 inne. Danach war sie als Generalinspektorin in Wien tätig.
Von 12. Mai 2021 bis April 2025 leitete Steinhäusl das Österreichische Generalkonsulat New York. Dabei handelt es sich um ein Berufskonsulat mit Sitz in New York City, zu dessen Konsularbezirk 17 US-amerikanische Bundesstaaten und die Bermudas gehören.